# Barranc d'Envall
El barranc d'Envall és un barranc, afluent del Flamisell, encara que el darrer tram, des de la Pobleta de Bellveí transcorre per via subterrània. Pertany al terme de la Torre de Cabdella, dins de l'antic terme de la Pobleta de Bellveí.